# Association des Radio Amateurs du Congo
Die Association des Radio Amateurs du Congo (ARAC), englisch Amateur Radio Association of D. R. of CONGO, deutsch „Verband der Funkamateure der DR Kongo“, ist die nationale Vereinigung der Funkamateure in der Demokratischen Republik Kongo.
Zweck ist die Förderung, der Schutz und die Verbreitung des Amateurfunks im Kongo, in Afrika und der Welt.
Die ARAC ist Mitglied in der International Amateur Radio Union (IARU Region 1), der internationalen Vereinigung von Amateurfunkverbänden, und vertritt dort die Interessen der Funkamateure des Landes.